# Matějská pouť

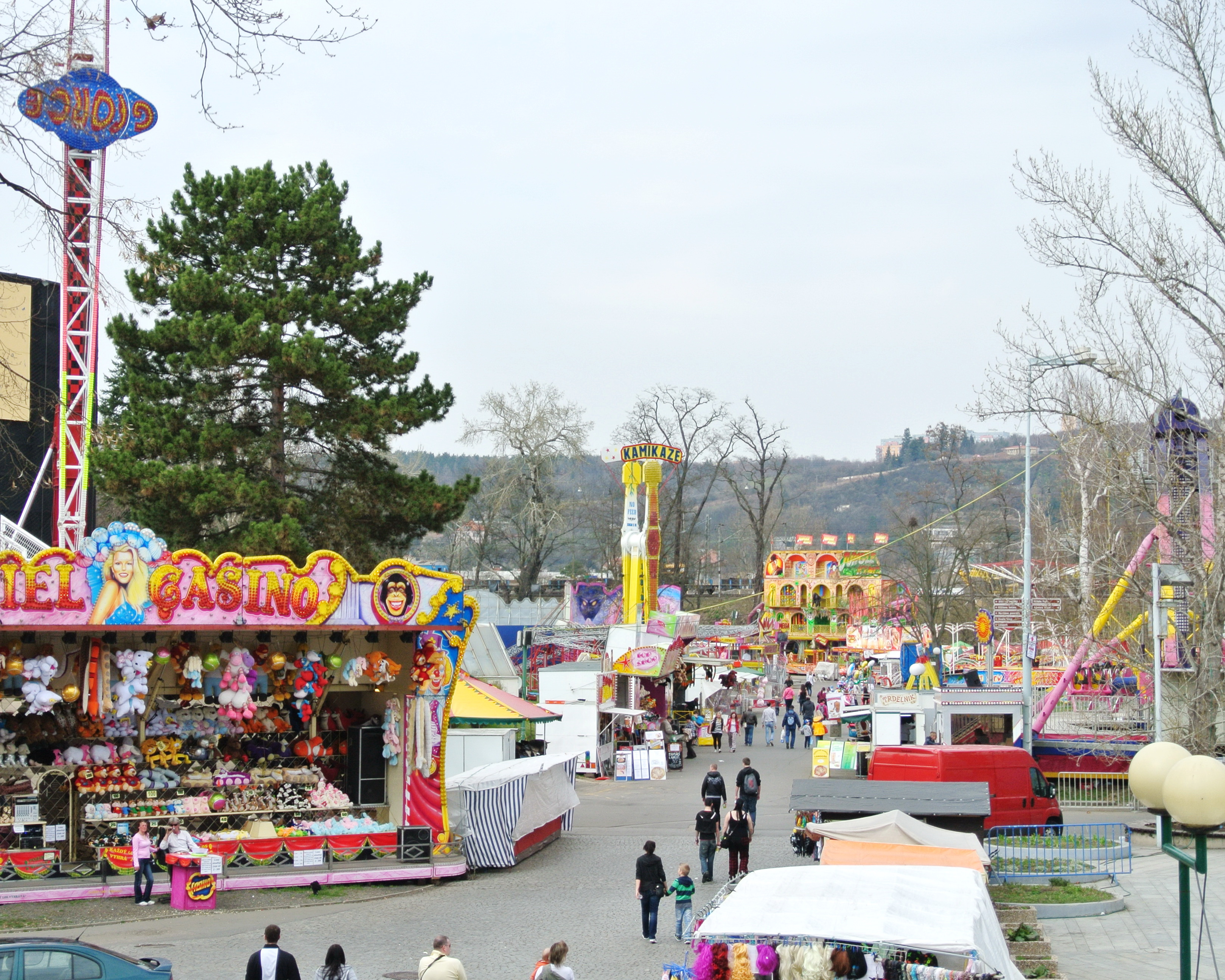
Matějská pouť je tradičně pořádaná v areálu Výstaviště Praha v Bubenči

Matějská pouť, zkráceně jen Matějská, je jarní zábavní akce s pouťovými atrakcemi provozovaná v zábavním parku na Výstavišti v Praze-Bubenči. Začíná každoročně okolo doby původního svátku sv. Matěje (24. únor) a končí v dubnu. Navazuje na tradici výročních poutních slavností ke kostelu svatého Matěje v Dejvicích.
Je to největší a nejoblíbenější pouť v Česku, každý rok hostí přes 100 různých atrakcí.

## Historie

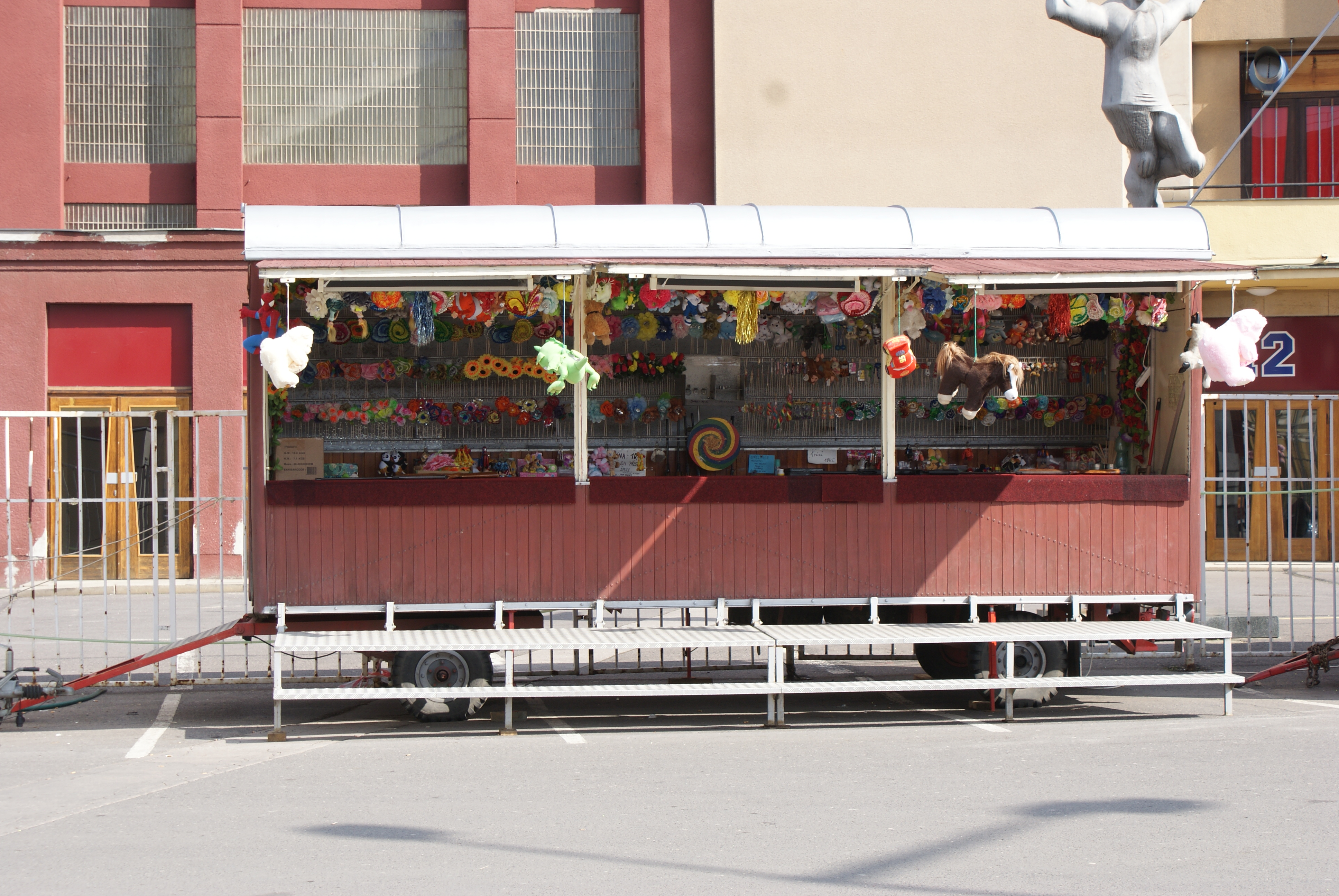
Střelnice na Matějské pouti

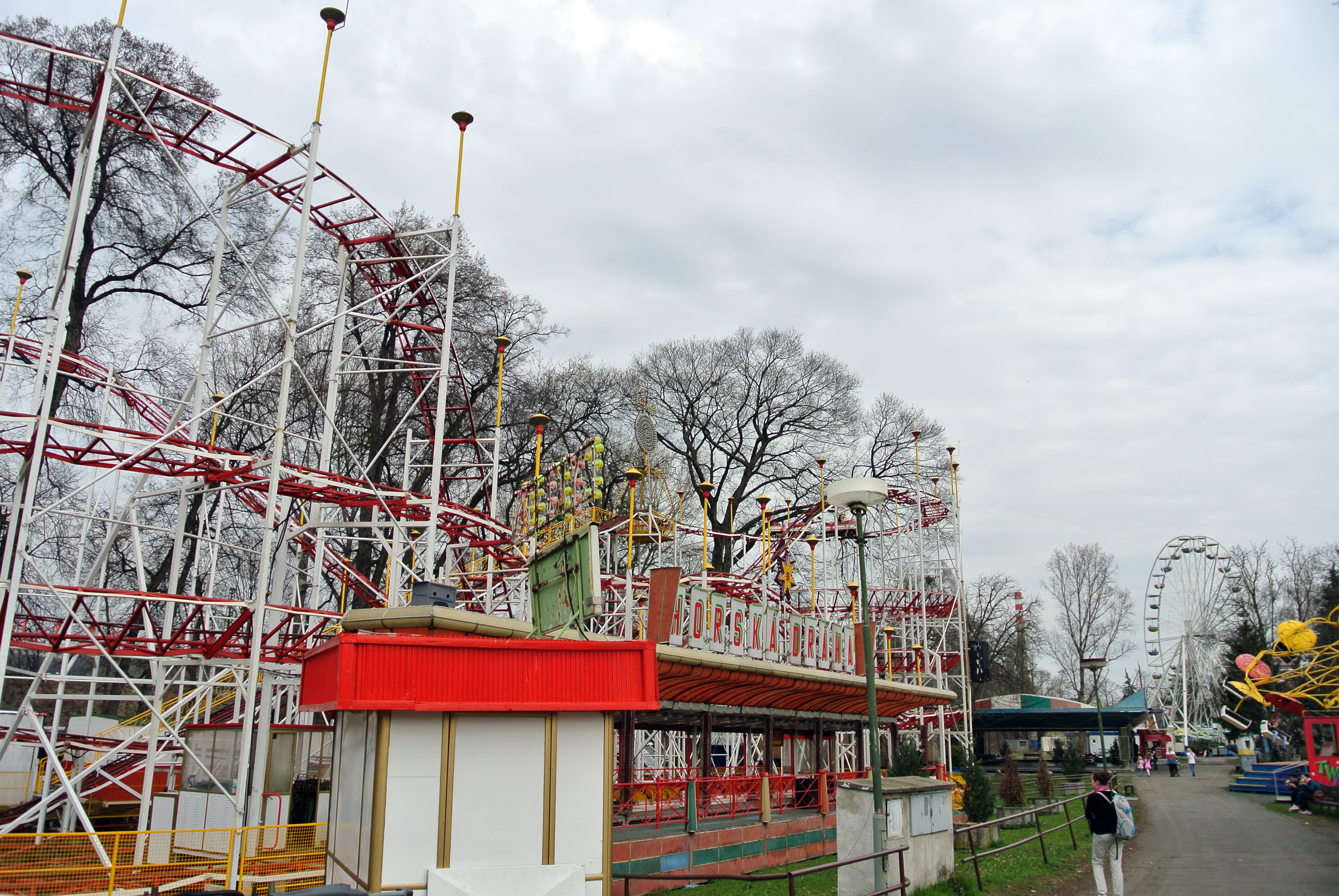
Horská dráha Cyklon v Pražském Lunaparku

První záznam o konání poutí ke kostelu sv. Matěje je z roku 1595, kdy papež Klement VIII. vyhlásil na žádost tehdejšího pražského probošta Jiřího Bartholda Pontana z Breitenberka plnomocné odpustky pro poutníky do zdejšího kostela.
Od té doby se – s výjimkou krátkého období po bitvě na Bílé hoře – rozvíjela tradice velkých svatomatějských poutí. K proslulosti této pouti významně přispěla skutečnost, že se jedná o první jarní pouť v Praze. Poutní křížová cesta ke kostelu začínala poblíž nynější stanice metra Hradčanská a byla lemována dvanácti raně barokními kapličkami, z nichž se zachovala v pozměněné podobě pouze kaple sv. Jana Nepomuckého.
Vzhledem k posunu charakteru pouti od náboženského k zábavnímu a zvýšení počtu účastníků, jimž už zdaleka nepostačovalo prostranství před budovou fary, se stánky a pouťové atrakce postupně přesunuly do nižších úseků poutní cesty, zejména pak (od r. 1926) na volné prostranství při nově budovaném Vítězném náměstí.
V období první republiky se této pouti účastnilo přibližně čtvrt miliónu lidí. V roce 1928 natočil režisér Josef Kokeisl film U svatého Matěje, když se slunko zasměje s dodnes známou písničkou Karla Hašlera U svatého Matěje.
Kvůli výstavbě dalších budov ČVUT v Dejvicích byla zábavní část matějské pouti přesunuta. Roku 1960 se konala na Letné, později i v Modřanech a na Břevnově. Od roku 1963 či 1964 byla přesunuta do tehdejšího Parku kultury a oddechu Julia Fučíka v Bubenči (nynější Výstaviště) a nabyla masových rozměrů. V 90. letech 20. století se počet účastníků přiblížil jednomu miliónu, poté poněkud klesl a v dalších letech se ustálil na přibližně 700 tisíc návštěvníků.
Svatomatějská pouť se v Kostele svatého Matěje nyní slaví – vzhledem k přesunu svátku svatého Matěje podle českého liturgického kalendáře z 24. února na 14. května – v odlišném termínu než matějská pouť na Výstavišti.
V roce 2021 nebyla Matějská pouť z důvodu šíření nemoci covid-19 zahájena.

## Organizátoři
Od druhé poloviny šedesátých let 20. století je vůdčí postavou organizování Matějské pouti Václav Kočka starší. Nyní je asistentem ředitele společnosti Incheba Praha, která má od města Prahy pronajatý areál Výstaviště v Bubenči. Do jeho působnosti patří gastronomie, sportovní aktivity, kultura, stánkový prodej a občerstvení. Pouť provozuje firma KOČKA s. r. o., zapsaná 31. května 1993, jejímž jediným společníkem i jednatelem byl Václav Kočka mladší. 

## Atrakce

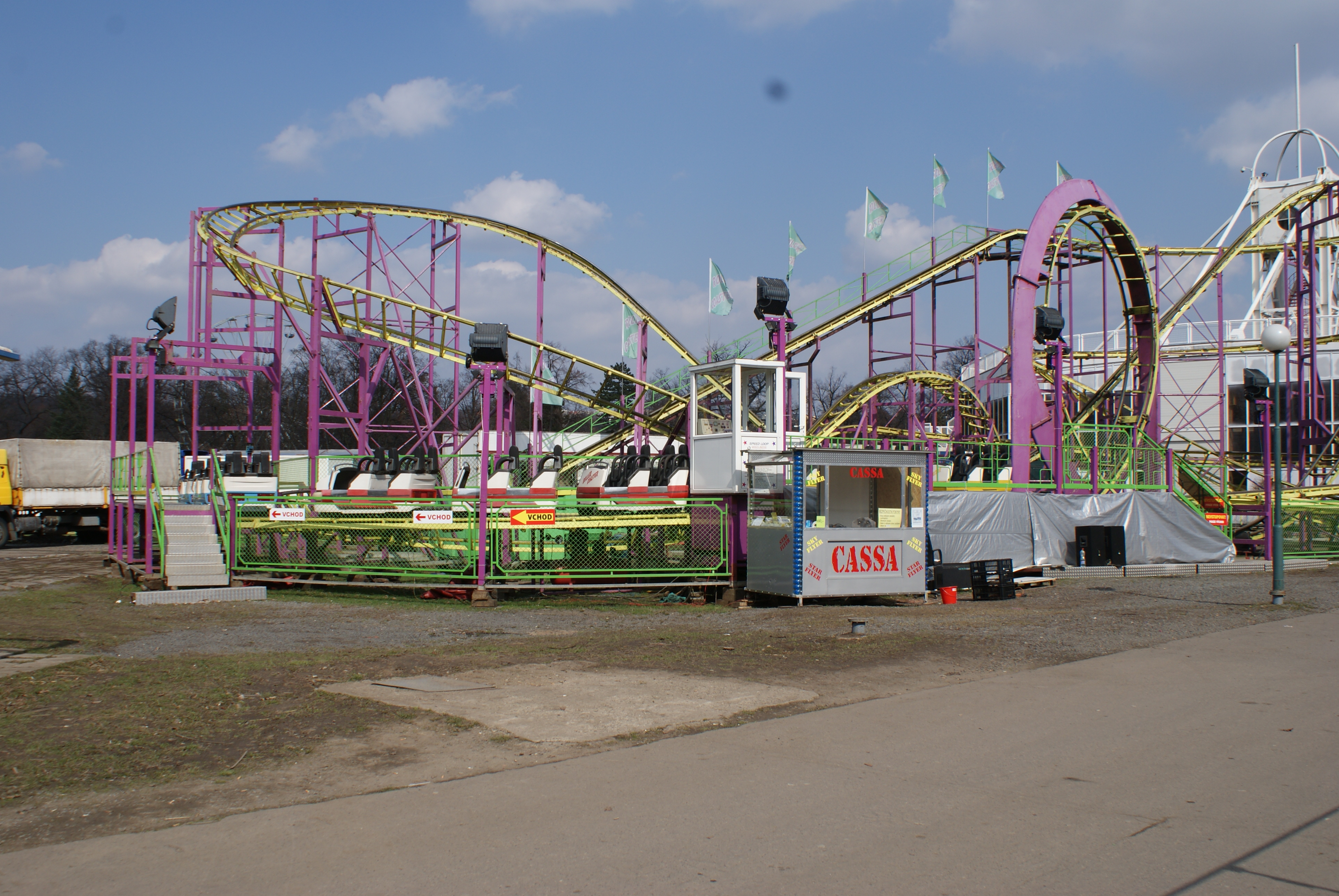
Malá horská dráha Speed Loop z Irska na Matějské pouti

Historicky nejznámější zdejší atrakcí byla zřejmě horská dráha Cyklon (1974-2018, výška 13 metrů a délka dráhy 440 metrů), byla to jediná stálá ocelová horská dráha v Česku. Ruské kolo z roku 1981 měřilo 33 metrů. 
K červnu 2018 byla však horské dráze, ruskému kolu a dalším stálým atrakcím vypovězena smlouva od Rady hlavního města Prahy a byly z areálu odstraněny. Původní kolo bývá později nahrazeno 25m vysokým kolem Helfer, nebo holandským 55m vysokým kolem s uzavíratelnými kabinkami, přítomny jsou také horské dráhy, které jsou menší než původní Cyklon. 
Horská dráha Cyklon byla po rekonstrukci znovu v provozu od února do dubna 2025 v zábavním parku na Výstavišti. V provozu bude dále v pilotním projektu návratu dráhy do areálu mezi červnem až říjnem 2025, v její blízkosti bude také zábavní pouťové městečko.
Matějská pouť hostí okolo stovky dalších atrakcí, pro vyznavače adrenalinových atrakcí např. centrifuga Booster (největší v Evropě), Katapult Bungee, vodní atrakce, „myší“ horská dráha Super Mouse, strašidelné zámky, domy smíchu, motion simulátory, střelnice, kolotoče, řetízkové kolotoče, houpačky, skákací hrady, houpací lodě, autodromy, zvonkové dráhy, lochnesky a samozřejmě stánky s laskominami a občerstvením.

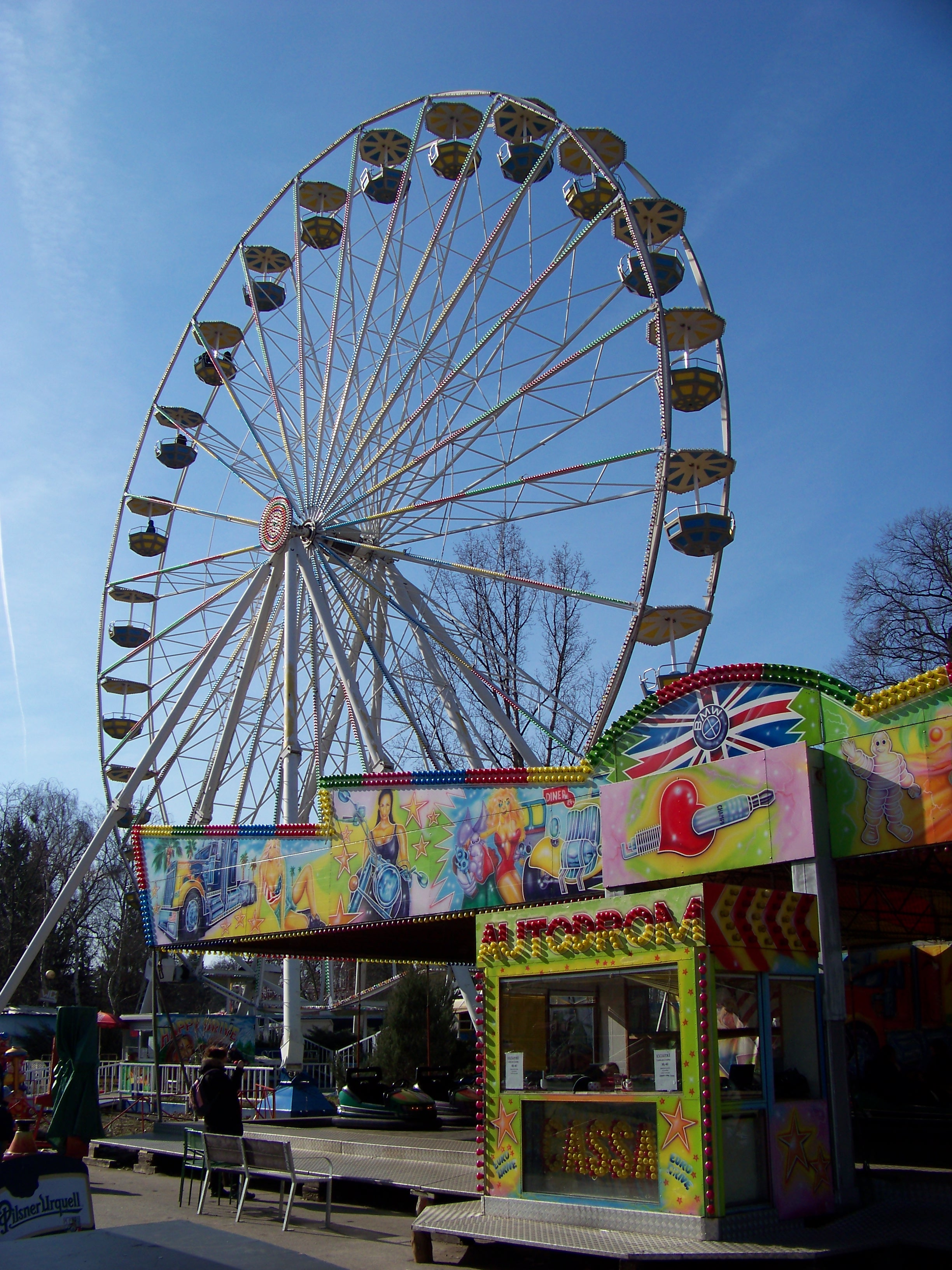
Původní Ruské kolo a autodrom
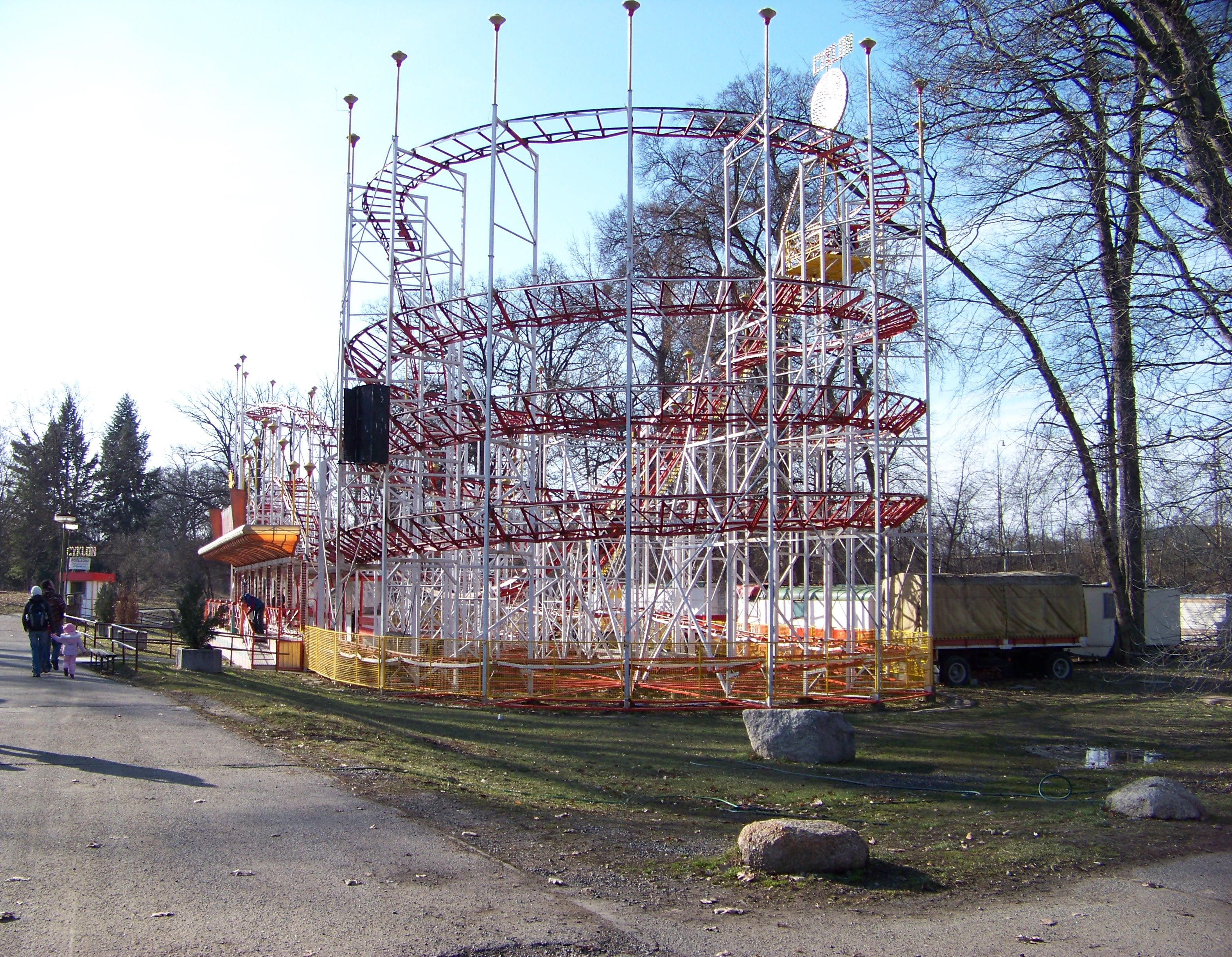
Horská dráha Cyklon
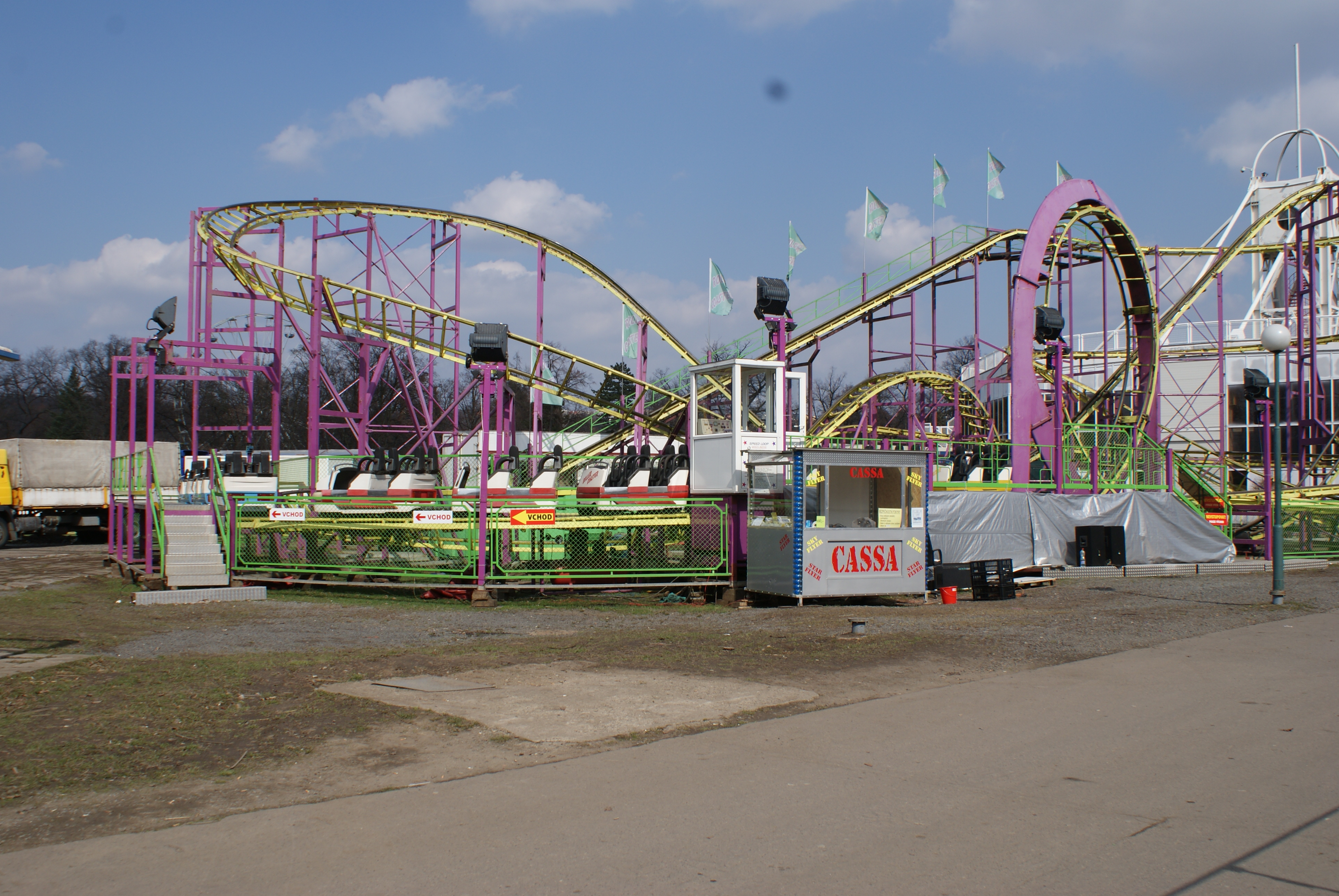
Horská dráha Speed Loop
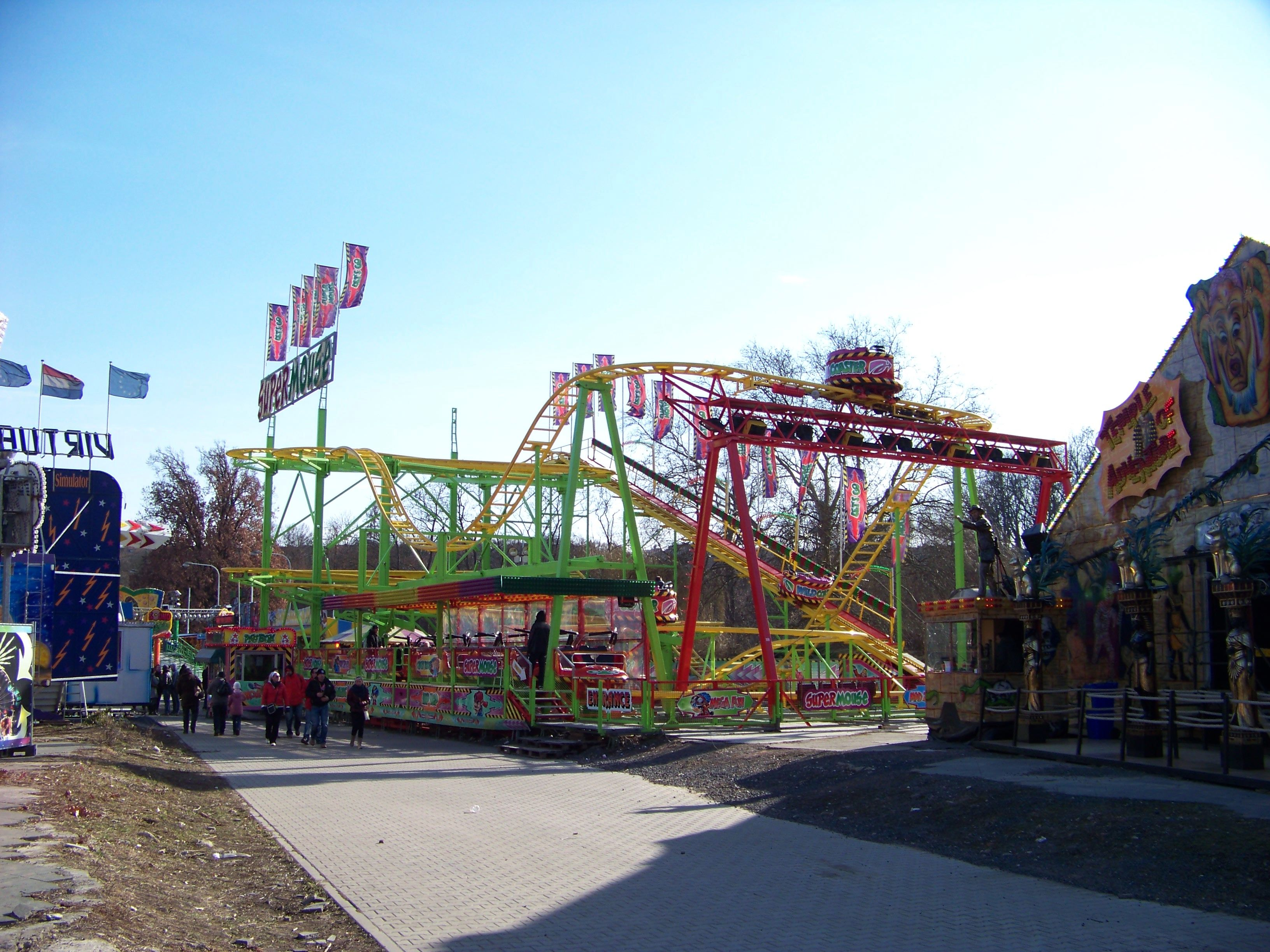
Horská dráha Super Mouse
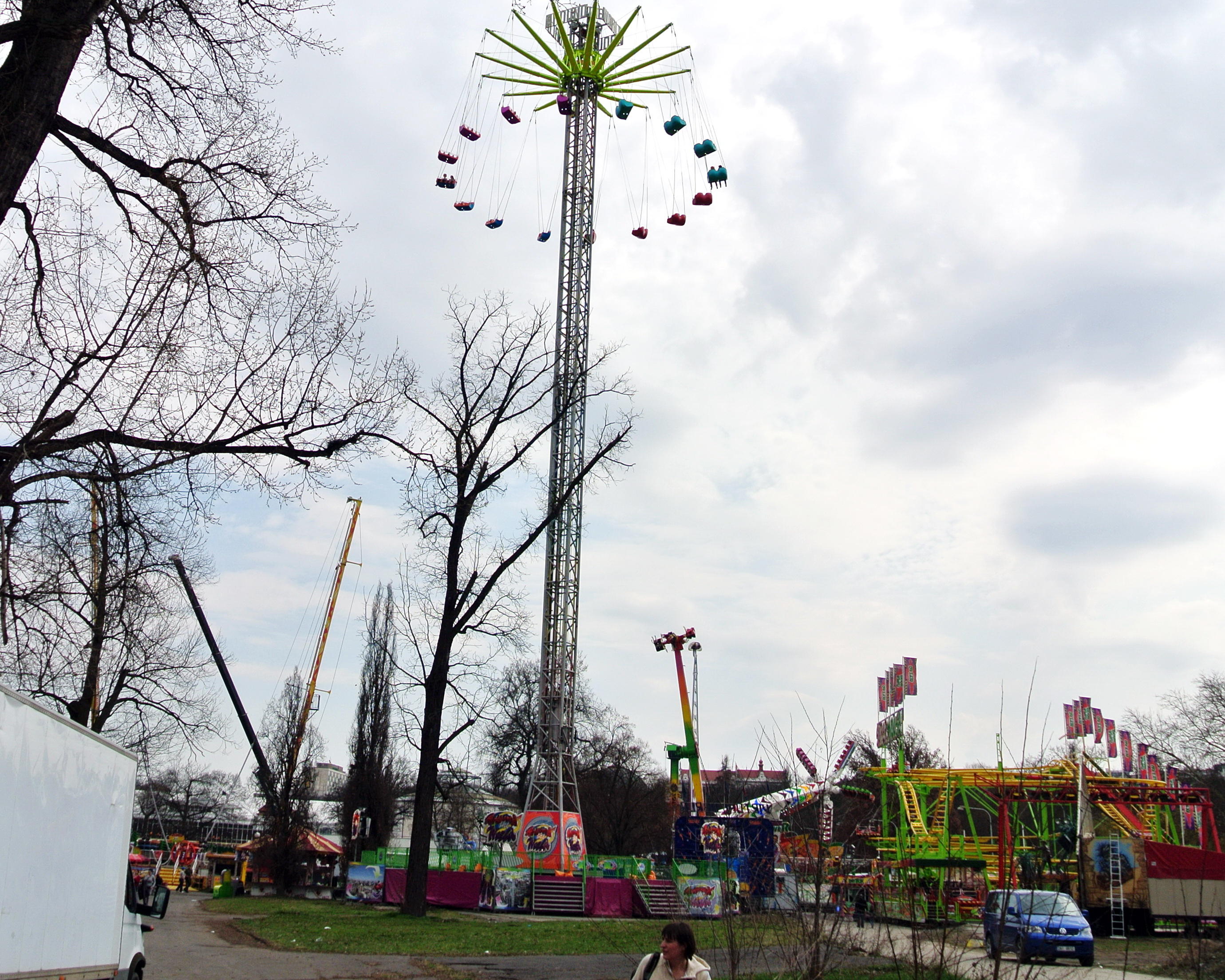
Nejvyšší kolotoč v Česku (50 m, poprvé roku 2008)
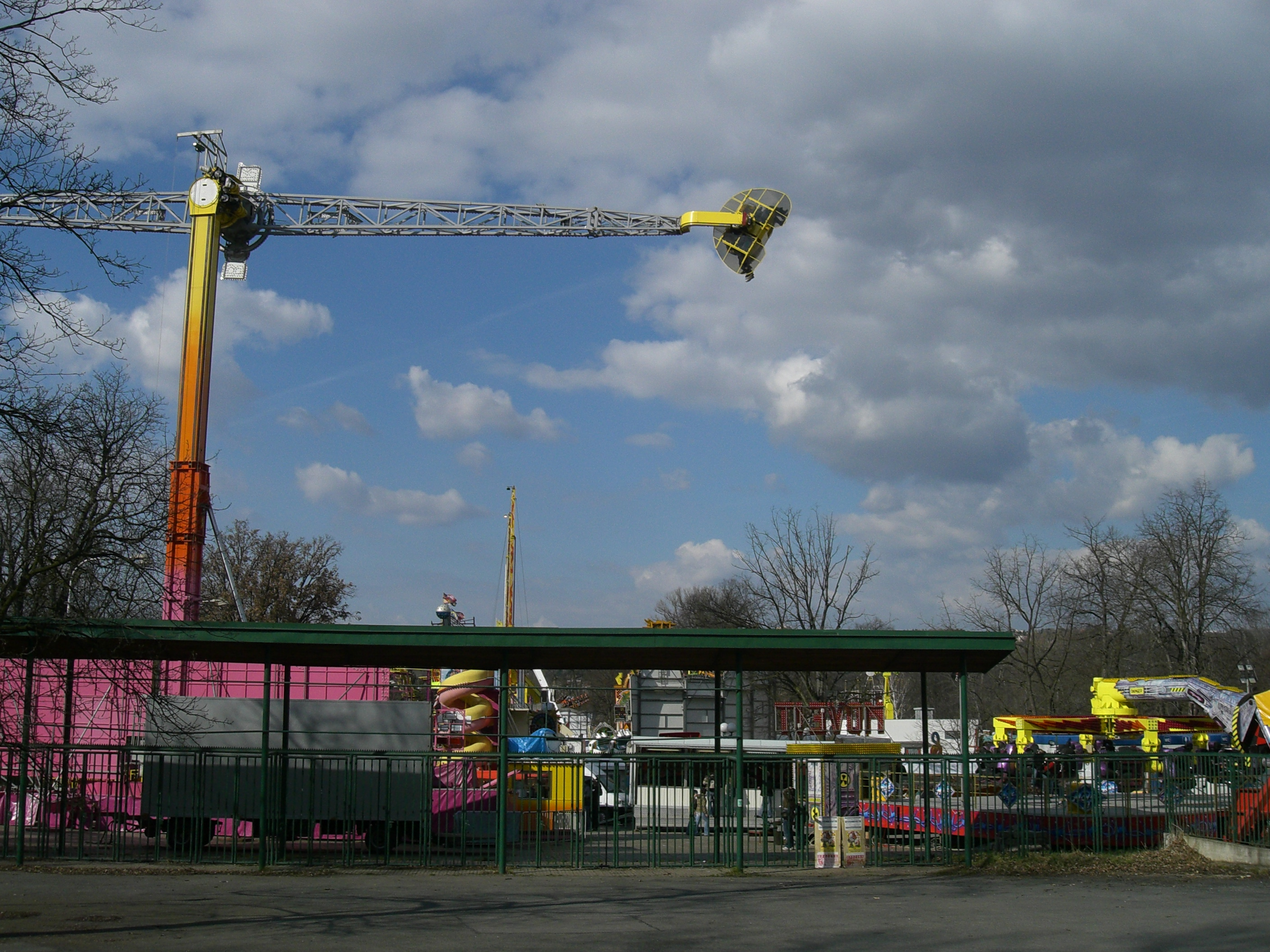
Booster G-Force
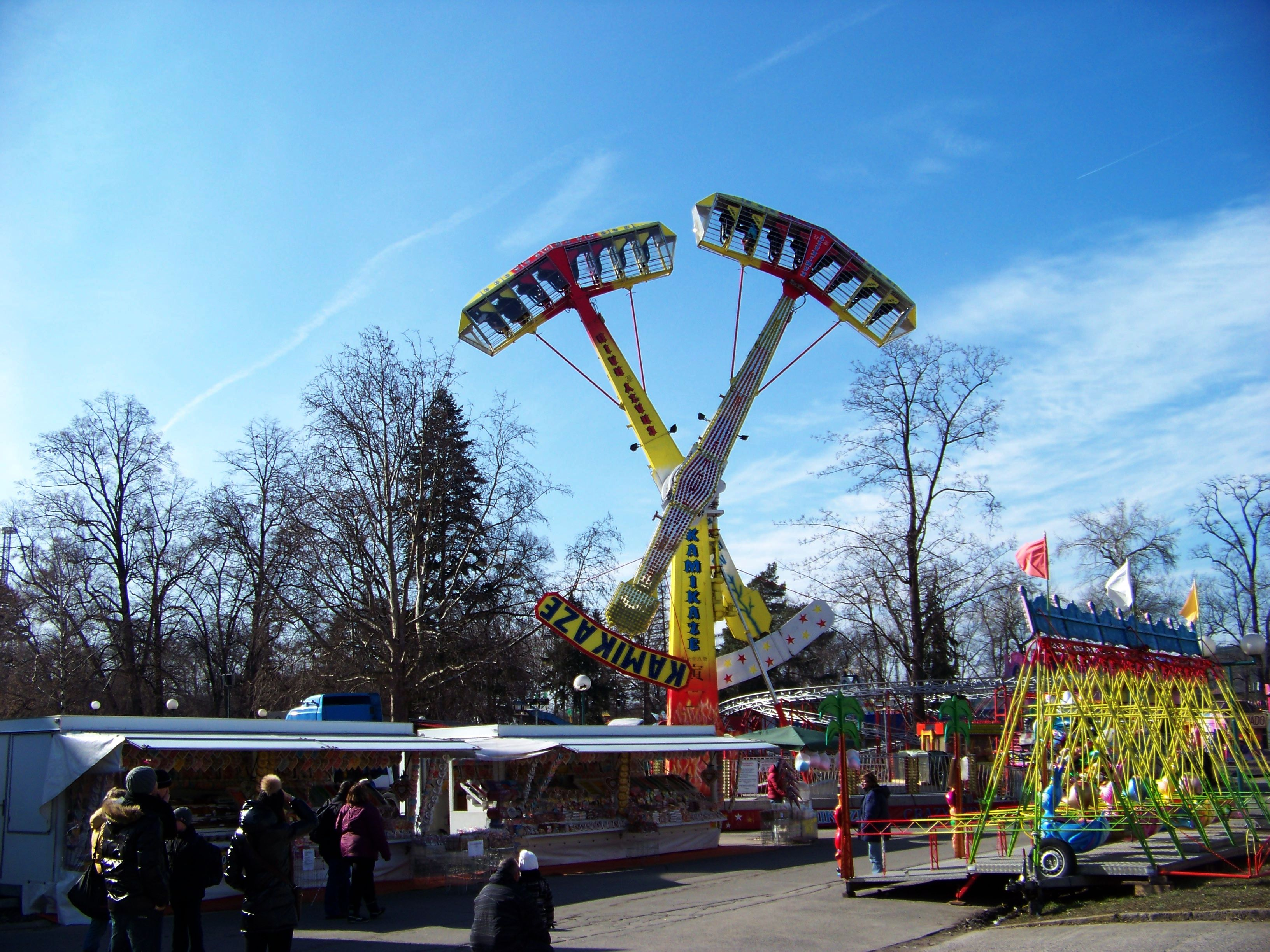
Booster Kamikaze
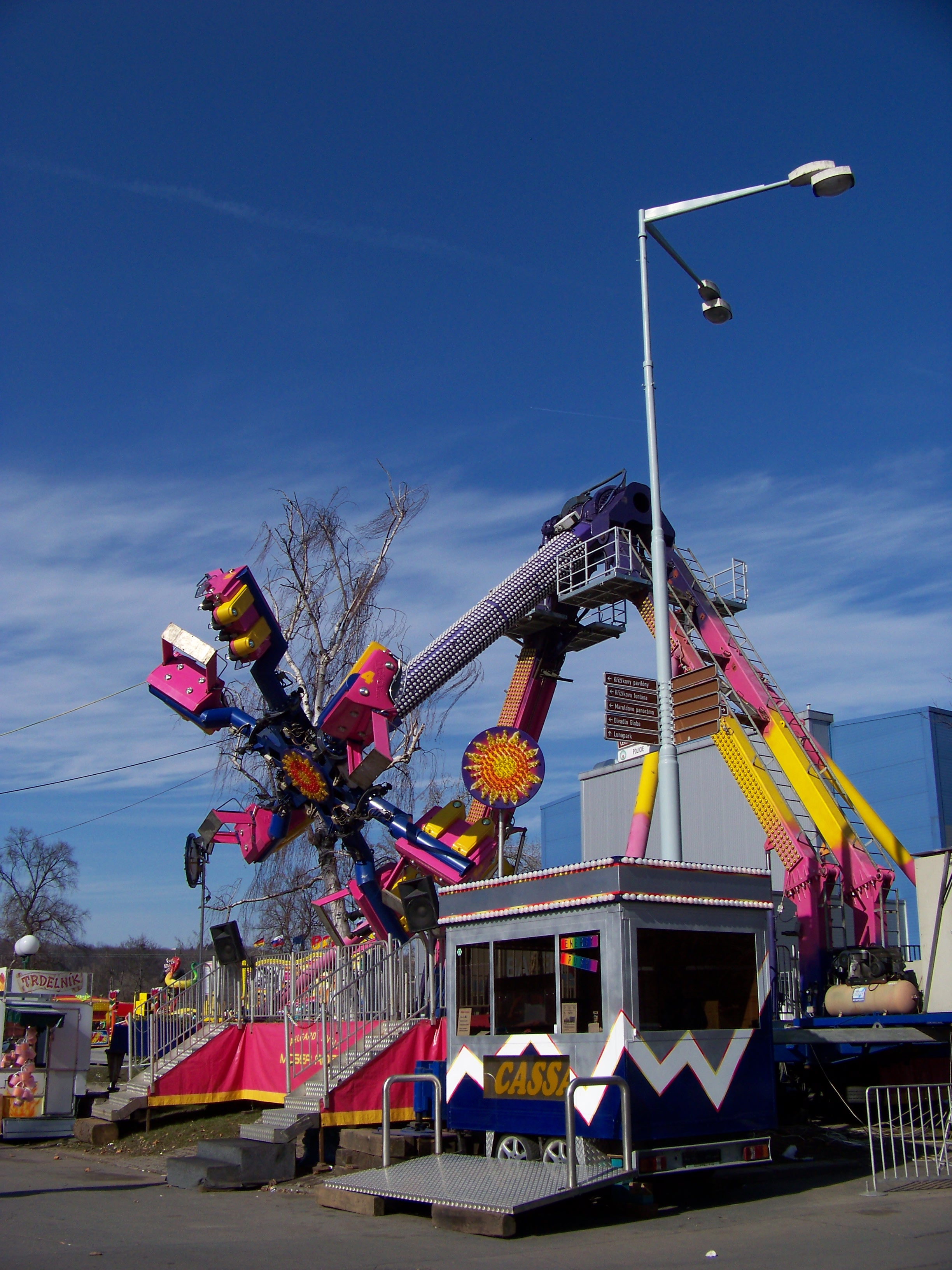
Kladivo Energy Rush
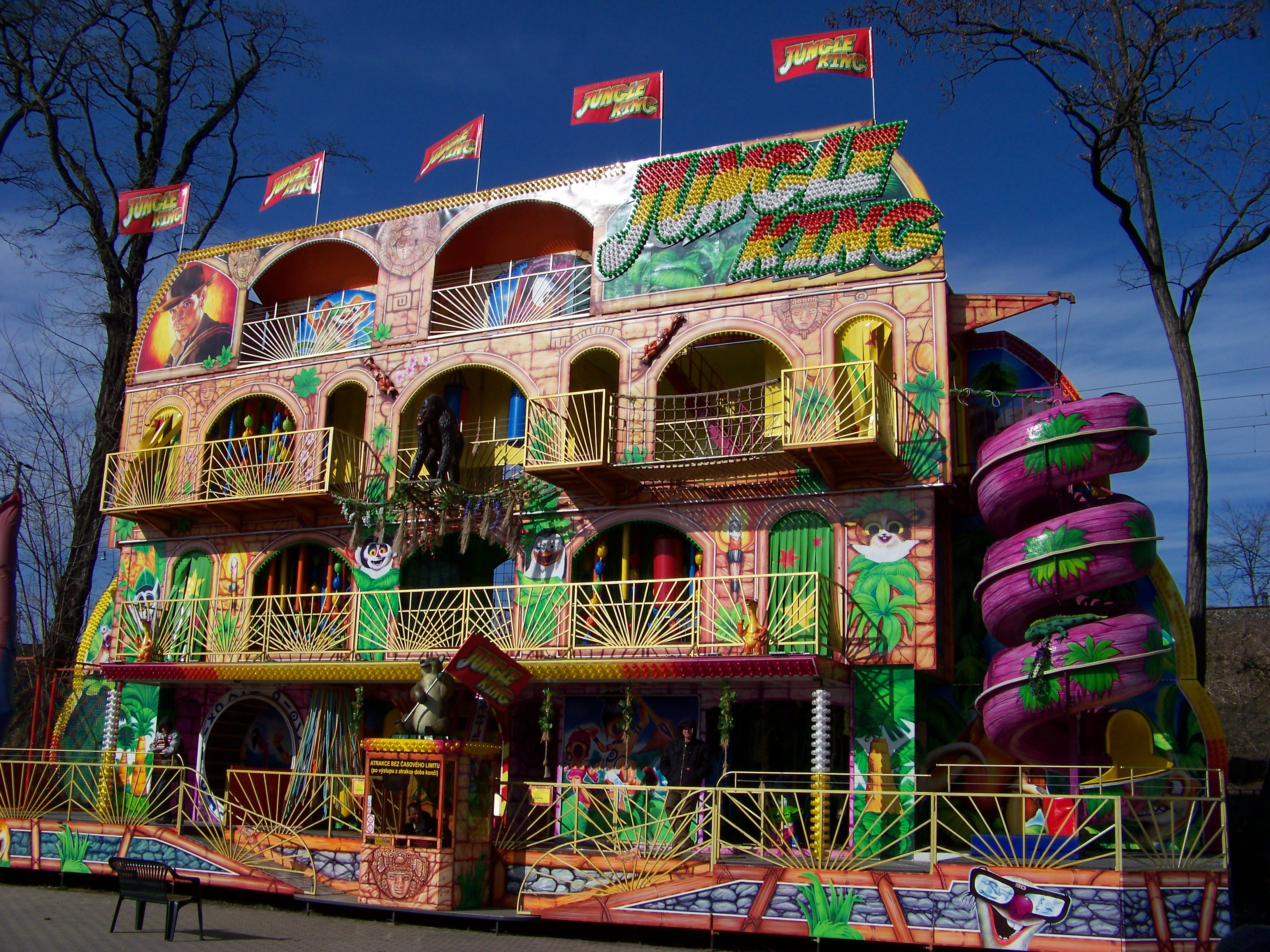
Atrakce Jungle King
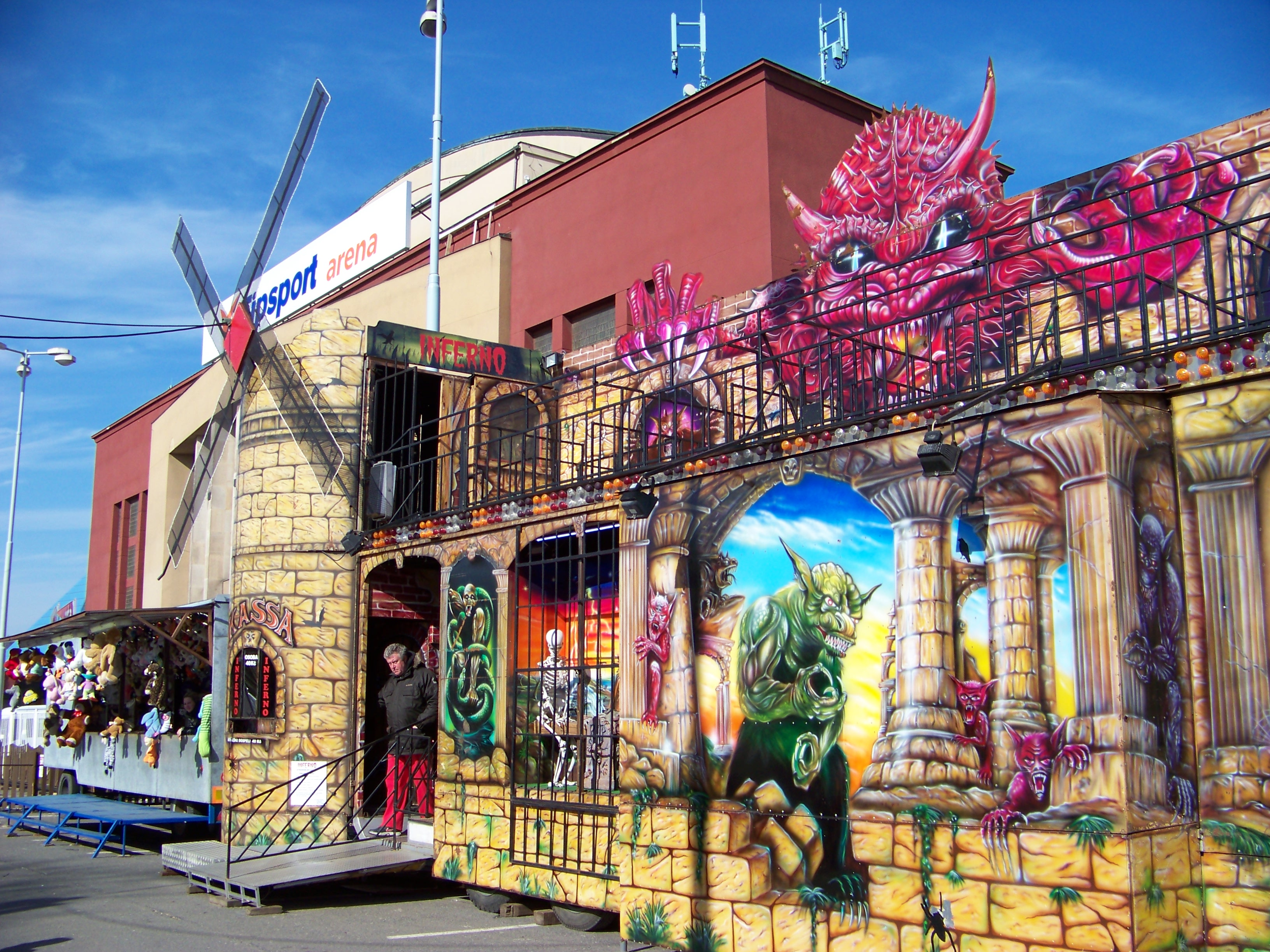
Strašidelný hrad Inferno